# Japonské válečné zločiny

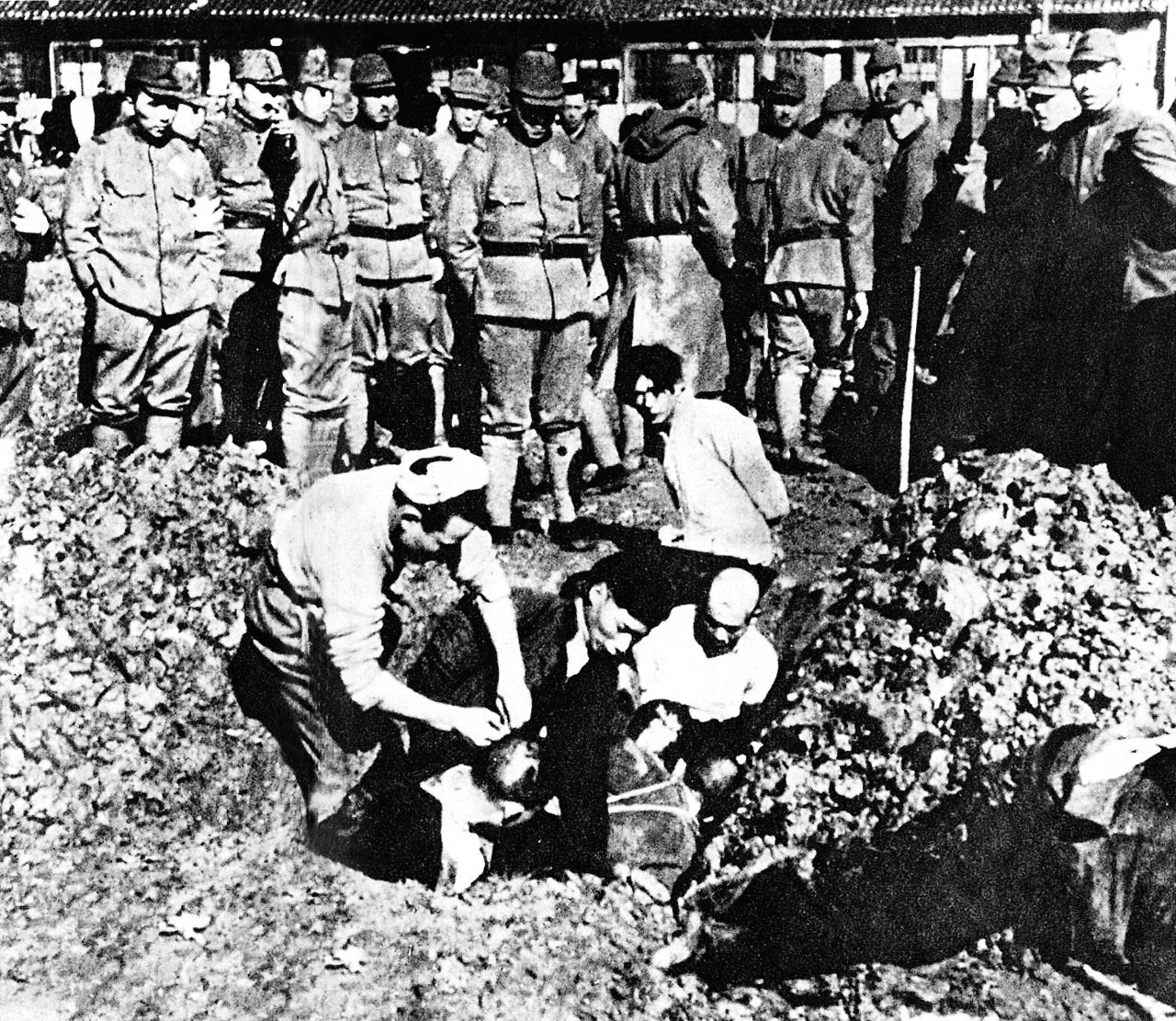
Zaživa pohřbívaní čínští zajatci

K japonským válečným zločinům došlo v mnoha asijských zemích během období japonského militarismu, a to především za druhé čínsko-japonské války a druhé světové války. Některé z těchto incidentů jsou popisovány jako asijský holocaust a japonská zvěrstva. Některé z válečných zločinů byly vojenským personálem japonského císařství spáchány na konci 19. století, ale většina se rozmohla během první části období Šówa, název pro dobu panování císaře Hirohita, po vojenskou porážku Japonska v roce 1945.
Historici a vlády některých zemí držených japonskými vojenskými sílami, jmenovitě císařskou armádou (včetně její tajné policie Kempeitai), císařským námořnictvem a císařskou rodinou, zejména císařem Hirohitem, jim dávají odpovědnost za vraždy a další zločiny spáchané na milionech civilistů a válečných zajatcích. Někteří japonští vojáci se k páchání těchto zločinů přiznali.

## Zločiny
Japonská armáda z 30. a 40. let je často přirovnávána k armádě nacistického Německa z let 1933–1945 kvůli rozsahu utrpení. Velké diskuse o roli Japonska za druhé světové války se točí kolem úmrtnosti válečných zajatců a civilistů pod japonskou okupací.

### Útok na Pearl Harbor, Malajsko, Singapur a Hongkong

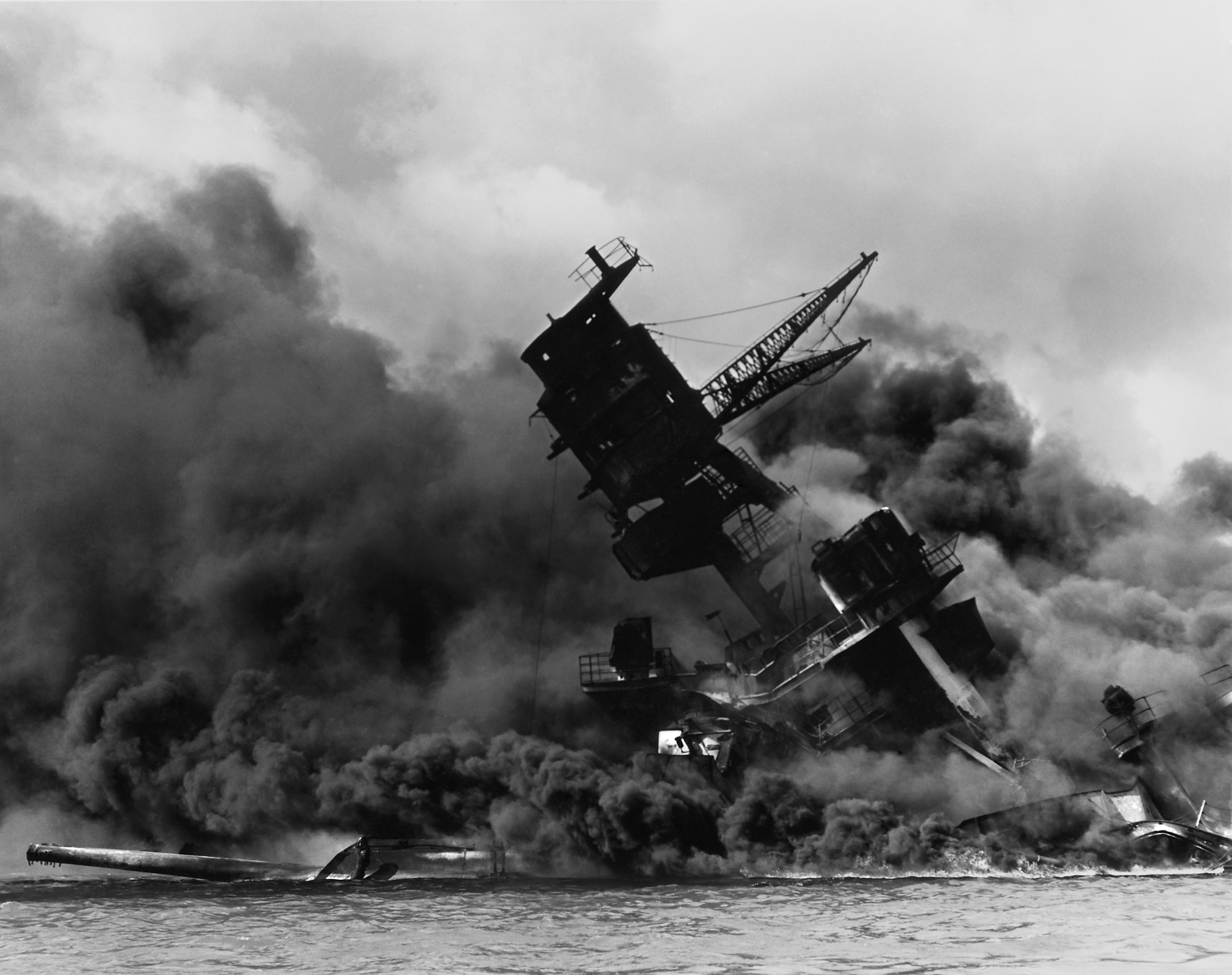
Hořící USS Arizona během útoku na Pearl Harbor

Článek 1 Haagských úmluv III z roku 1907 – „zahájení války“ říká, že je zakázáno zahájení nepřátelských akcí proti neutrálním mocnostem „bez předchozího a výslovného upozornění, buď ve formě odůvodněného vyhlášení války nebo ultimáta s podmíněným vyhlášením války“ a článek 2 dále uvádí, že „skutečnost válečného stavu musí být neutrálním mocnostem oznámena neprodleně a nesmí vstoupit v platnost ve vztahu k nim dříve než po obdržení oznámení, které však může být dáno telegraficky.“ Japonští diplomaté plánovali oznámit vyhlášení války USA třicet minut před útokem na Pearl Harbor dne 7. prosince 1941, ale místo toho bylo oznámení americké vládě doručeno hodinu poté, co útok skončil. Tokio zaslalo japonskému velvyslanectví ve Washingtonu oznámení o 5000 slovech (známé jako „14-Part Message“) ve dvou blocích, ale přepis zprávy trval příliš dlouho, aby ho japonský velvyslanec dodal včas. Tento dokument byla ve skutečnosti zpráva americkým představitelům, že mírová jednání mezi Japonskem a USA budou pravděpodobně ukončena, nikoliv vyhlášení války. Japonští úředníci si ve skutečnosti byli dobře vědomi toho, že tato zpráva nebyla řádným vyhlášením války, jak to vyžaduje Haagská úmluva III z roku 1907 „zahájení války“. Rozhodli se nevydat řádné vyhlášení války a stejně tak se báli, že by takový postup odhalil možný únik tajných operací Američanům. Některé konspirační teorie viní amerického prezidenta Roosevelta, že nechal útok ochotně umožnit s cílem vytvořit záminku k válce, ale pro toto tvrzení není žádný věrohodný důkaz. Den po útoku na Pearl Harbor Japonsko vyhlásilo USA válku a Spojené státy v reakci vyhlásily válku Japonsku ve stejný den.
Současně s útokem na Pearl Harbor 7. prosince 1941 (Havajského času) napadlo Japonsko britskou kolonii Malajsko a bombardovalo Singapur a Hongkong bez vyhlášení války nebo ultimáta. Oba státy, USA a Británie, byly v době napadení svých území Japonskem bez výslovného varování o válečném stavu neutrální.

### Masové zabíjení

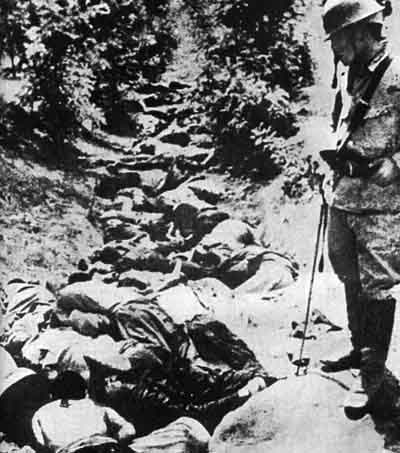
Sü-čou v Číně roku 1938. Příkop plný čínských civilistů zabitých japonskými vojáky.

Podle odhadů R. J. Rummela, profesora politických věd na havajské univerzitě, zabili japonští vojáci v letech 1937 a 1945 kolem 3 až 10 milionů a více lidí. S největší pravděpodobností 6 milionů Číňanů, obyvatel Tchaj-wanu, Singapuru, Malajsie, Indonésanů, Korejců, Filipínců a obyvatel Indočíny, mimo jiné i západních válečných zajatců. Podle Rummela byla tato democida způsobena morálně zkrachovalou politickou a vojenskou strategií, vojenskou účelností, zvyky a národní kulturou. Dále bylo podle Rummela jen v samotné Číně v letech 1937–45 zabito zhruba 3,9 milionů Číňanů, většinou civilistů, jako přímý důsledek japonských operací a 10,2 milionu v průběhu války. Asi nejvíce vešel ve známost letech 1937–38 Nankingský masakr, kdy bylo podle zjištění tribunálu v Tokiu japonskou armádou zmasakrováno 300 000 civilistů a válečných zajatců, ačkoliv přijímaný údaj se pohybuje ve stovkách tisíců.
Během druhé čínsko-japonské války Japonci podnikali tzv. „politiku zabíjení“ i vůči menšinám, jako jsou Chuejové v Číně. Podle Wan Leie: „Ve vesnici, kde žili Chuejové, v kraji Gaočeng v provincii Che-pej, zajali Japonci dvacet chuejských mužů, z nichž propustili pouze dva mladší muže, kteří se “vykoupili„ a zbylých osmnáct zaživa pohřbili. V obci Mengcun v Che-peji Japonci za tři roky okupace zabili více než 1300 Chuejů.“ Mešity byly znesvěceny a zničeny i se hřbitovy. Mnoho Chuejů za války proti Japoncům bojovalo.
V jihovýchodní Asii na Filipínách měl Manilský masakr v únoru 1945 za následek 100 000 mrtvých civilistů. Odhaduje se, že alespoň jeden z 20 Filipínců zemřel během okupace rukou Japonců.
V Singapuru docházelo v průběhu února a března 1942 k systematickému vyhlazování nepřátelských elementů tamní čínské populace. Dřívější premiér Singapuru Li Kuang-jao řekl během rozhovoru pro National Geographic, že o život přišlo 50 000 až 90 000 obětí, zatímco podle generálmajora Kawamury Sabura přišlo o život celkem 5 000 obětí.

### Pokusy na lidech

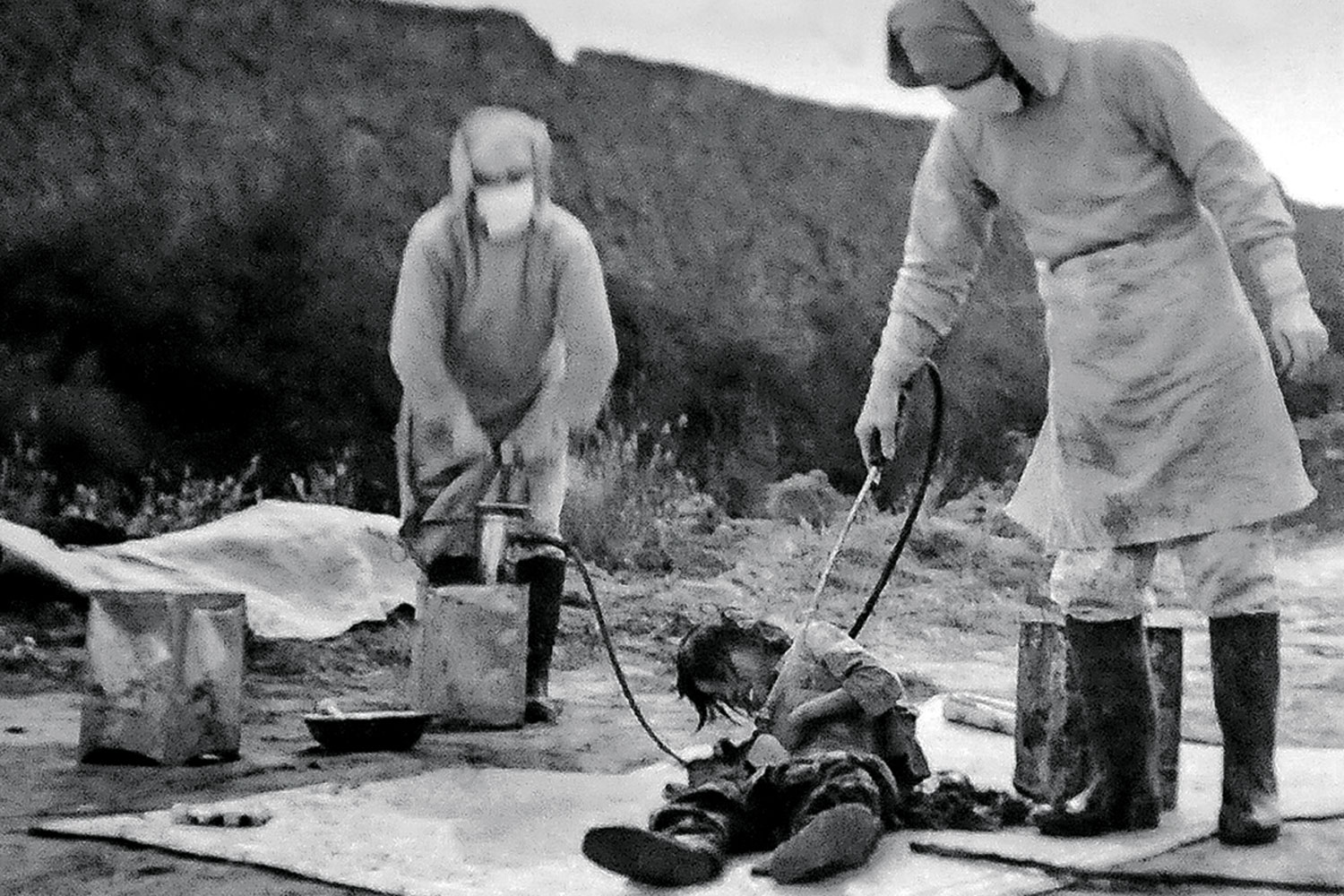
Neznámá oběť pokusů Jednotky 731

Zvláštní japonské vojenské jednotky prováděly v Číně pokusy na civilistech a válečných zajatcích. Nejvíce vešla ve známost Jednotka 731 pod velením Širó Išiiho. Jednotka 731 byla zřízena na příkaz samotného Hirohita. Oběti byly podrobovány pokusům, včetně neomezených vivisekcí, amputací bez anestézie a testování biologických zbraní. Anestezie nebyla používána, protože se věřilo, že by anestetikum negativně ovlivnilo výsledky experimentů.
| „ | Pro přesné zjišťování léčby omrzlin byli vězni ponecháni venku v mrazivém počasí s odhalenými pažemi a pravidelně poléváni vodou dokud paže neomrzly. Paže byla později amputována; lékař mohl proces opakovat na horní části paže oběti po rameno. Poté, co byly obě paže pryč, se lékaři přesunuli k nohám dokud nezůstala jen hlava a trup. Oběť byla následně použita k experimentům s morem a patogeny | “ |

Podle jednoho z odhadů mají pokusy Jednotky 731 na svědomí až 3 000 mrtvých. Kromě toho se podle mezinárodního sympozia o zločinech bakteriologické války v roce 2002 počet osob zabitých císařskou armádou v bakteriologické válce a lidských experimentech pohybuje okolo 580 000. Podle dalších zdrojů desítky tisíc až 400 000 Číňanů zemřelo na dýmějový mor, choleru, antrax a další nemoce jako následek biologické války.Nejvyšší důstojníci jednotky 731 nebyli po válce za válečné zločiny stíháni výměnou za předání výsledků svého výzkumu spojencům. Údajně dostali odpovědné pozice v japonském farmaceutickém průmyslu, lékařských školách a ministerstvu zdravotnictví.
Byl zaznamenán i případ pokusu na lidech v Japonsku samotném. Nejméně 9 z 11 členů posádky přežilo havárii amerického bombardéru B-29 na Kjúšú 5. května 1945. (letadlo bylo pod velením poručíka Marvina Watkinse z 29. bombardovací skupiny z 6. bombardovací perutě.) Velitel bombardéru byl od posádky oddělen a poslán do Tokia k výslechu, zatímco ostatní přeživší byli převezeni do anatomického oddělení university Kjúšú ve městě Fukuoka, kde byli vystaveni vivisekci nebo zabiti.
V posledních měsících druhé světové války plánovalo Japonsko použít mor jako biologickou zbraň proti civilistům přímo v USA v San Diegu v Kalifornii během operace noční třešňové květy v naději, že by se mor rozšířil americkou populací jako teror, a tím by byly USA odrazeni od útoku na Japonsko. Akce byla naplánována na noc 22. září 1945, ale Japonsko se o pět týdnů předtím vzdalo.
11. března 1948 bylo 30 lidí, včetně několika lékařů a jedné zdravotní sestry, postaveno před spojenecký tribunál pro válečné zločiny. Obvinění z kanibalismu byla stažena, ale 23 lidí byli shledáno vinných z vivisekcí nebo neoprávněných amputací. Pět bylo odsouzeno k trestu smrti, čtyři na doživotí a zbytek na kratší dobu žaláře. V roce 1950 vojenský guvernér v Japonsku, generál Douglas MacArthur, všechny tresty smrti zrušil a většinu z trestu odnětí svobody výrazně snížil. Všichni odsouzení v souvislosti s univerzitními vivisekcemi byli po roce 1958 propuštěni. Navíc mnoho účastníků zodpovědných za tyto vivisekce nikdy nebylo Američany nebo jejich spojenci výměnou za informace o experimentech souzeno.
V roce 2006 bývalý lékař císařského námořnictva Akira Makino řekl, že byl povolán jako součást svého výcviku provádět od prosince 1944 do února 1945 vivisekce na asi 30 civilních vězních na Filipínách. Operace zahrnovaly amputace. Většina jeho obětí byli Morové. Ken Juasa, bývalý vojenský lékař v Číně, se také přiznal k podobné události, na které byl povinen se účastnit.

### Použití chemických zbraní
Podle historiků Jošiakiho Jošimi a Kentara Awaji byly během druhá čínsko-japonské války zbraně jako slzný plyn použity jen sporadicky v roce 1937, ale od začátku roku 1938 začala císařská armáda celoplošně používat fosgen, chlor, lewisit a chlorpikrin (červený) a od poloviny roku 1939 yperit (žlutý) jak proti Kuomintangu, tak i čínským komunistickým jednotkám.
Podle Jošimi a Seiji Matsuny podepsal císař Hirohito objednávky upřesňující použití chemických zbraní v Číně. Například během bitvy o Wuhan od srpna do října 1938 povolil císař použití toxických plynů ve 375 různých případech navzdory Haagským úmluvám z roku 1899 IV, 2 – Prohlášení o používání projektilů jejichž cílem je rozptyl dusivých nebo škodlivých plynů, článek 23 Haagských úmluv z roku 1907 IV – Zákony a zvyky pozemní války. V usnesení přijatého společností národů dne 14. května bylo použití jedovatého plynu Japonskem odsouzeno.
Dalším příkladem je bitva o Jičang v říjnu 1941, ve které 19. dělostřelecký regiment pomáhal 13. brigádě japonské jedenácté armády 1 000 granáty žlutého plynu a 1 500 červeného proti čínským jednotkám. Tato oblast byla plná čínských civilistů, které nebylo možné evakuovat. V oblasti bylo okolo 3 000 čínských vojáků a 1 600 bylo zasaženo. Japonská zpráva uvedla, že „účinek plynu se zdá být značný“.
V roce 2004 Jošimi a Juki Tanaka v australských národních archivech objevili dokumenty, které dokazují, že na kajských ostrovech v souostroví Moluky byl v listopadu 1944 na australských a nizozemských zajatcích testován plynný kyanid.

### Mučení válečných zajatců

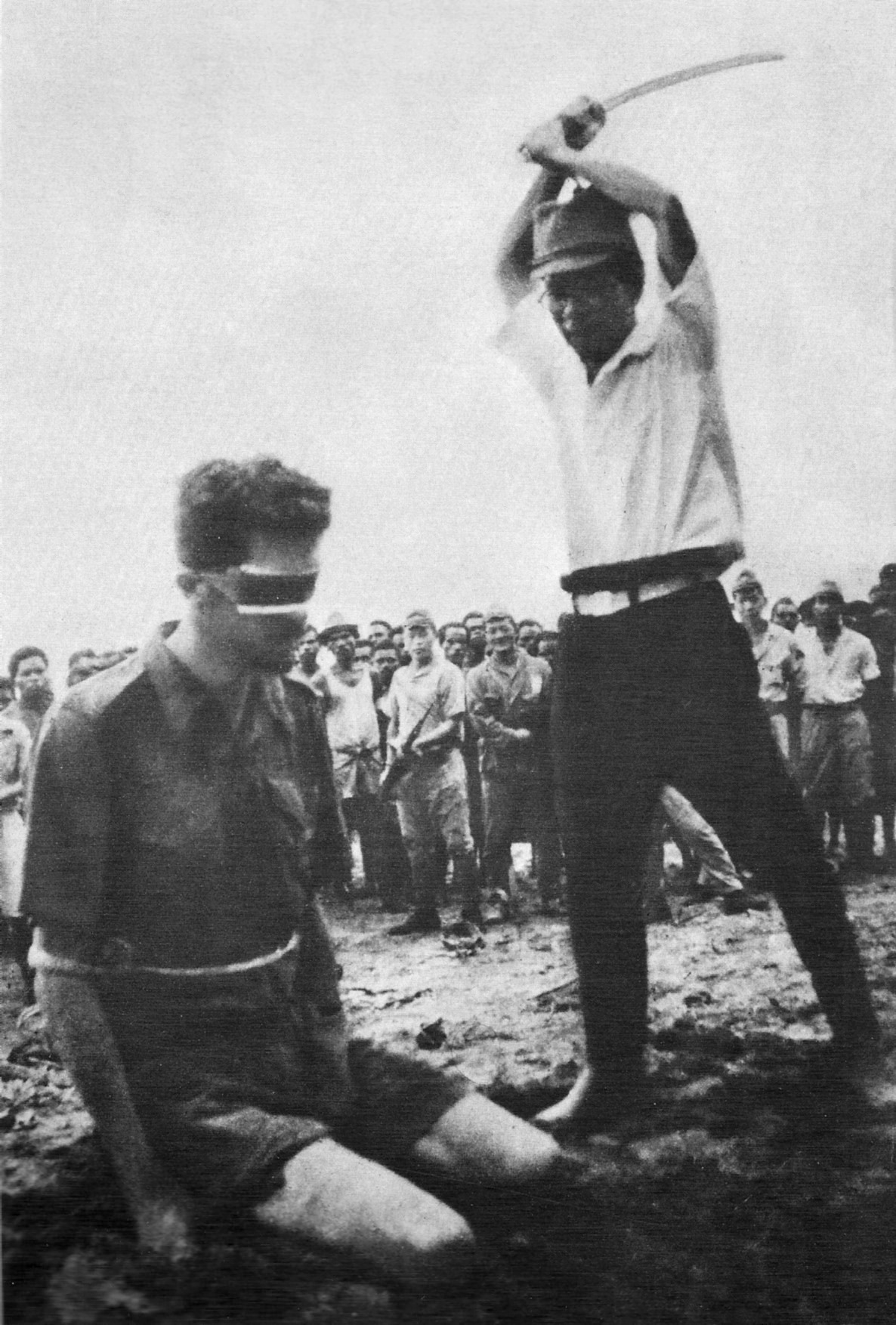
Australský zajatec, Sgt. Leonard Siffleet, zajatý na Nové Guineji, těsně před setnutím japonským důstojníkem, 1943

Japonské císařské síly široce využívaly mučení na vězních. Obvykle ve snaze rychle shromažďovat vojenské informace. Mučení vězni bývali později často popraveni. Bývalý japonský armádní důstojník, který sloužil v Číně, Uno Šintaro, uvedl:
| „ | Hlavním prostředkem, jak se dostat k informacím, bylo získat je výslechem vězňů. Mučení bylo nevyhnutelnou nutností. Vraždění a pohřbívání přirozeně následuje. Můžete to udělat, protože nebudete odhalen. Věřil jsem a jednal tímto způsobem, protože jsem byl přesvědčen o tom co dělám. Prováděli jsme své povinnosti dle pokynů našich pánů. Dělali jsme to v zájmu naší země. Z naší synovskou povinnost k našim předkům. Na bojišti jsme nikdy Číňany nepovažovali za lidi. Když jsme vyhráli, poražení vypadali opravdu mizerně. Došli jsme k závěru, že rasa Jamato [tj, japonská] je nadřazená. | “ |

Účinnost mučení ale mohla být pro japonské válečné úsilí kontraproduktivní. Po svržení atomových bomb na Hirošimu a Nagasaki mučila japonská armáda zajatého amerického pilota letounu P-51 jménem Marcus McDilda, aby zjistila, kolik atomových bomb spojenci mají a co budou další cíle. McDilda, který o atomové bombě a ani projektu Manhattan nic nevěděl, při mučení „přiznal“ že USA mají 100 atomových bomb a že další cíle budou Tokyo a Kjóto. McDildovo falešné doznání mohlo mít vliv na rozhodnutí japonských vůdců ke kapitulaci.

### Popravy a zabíjení spojeneckých letců

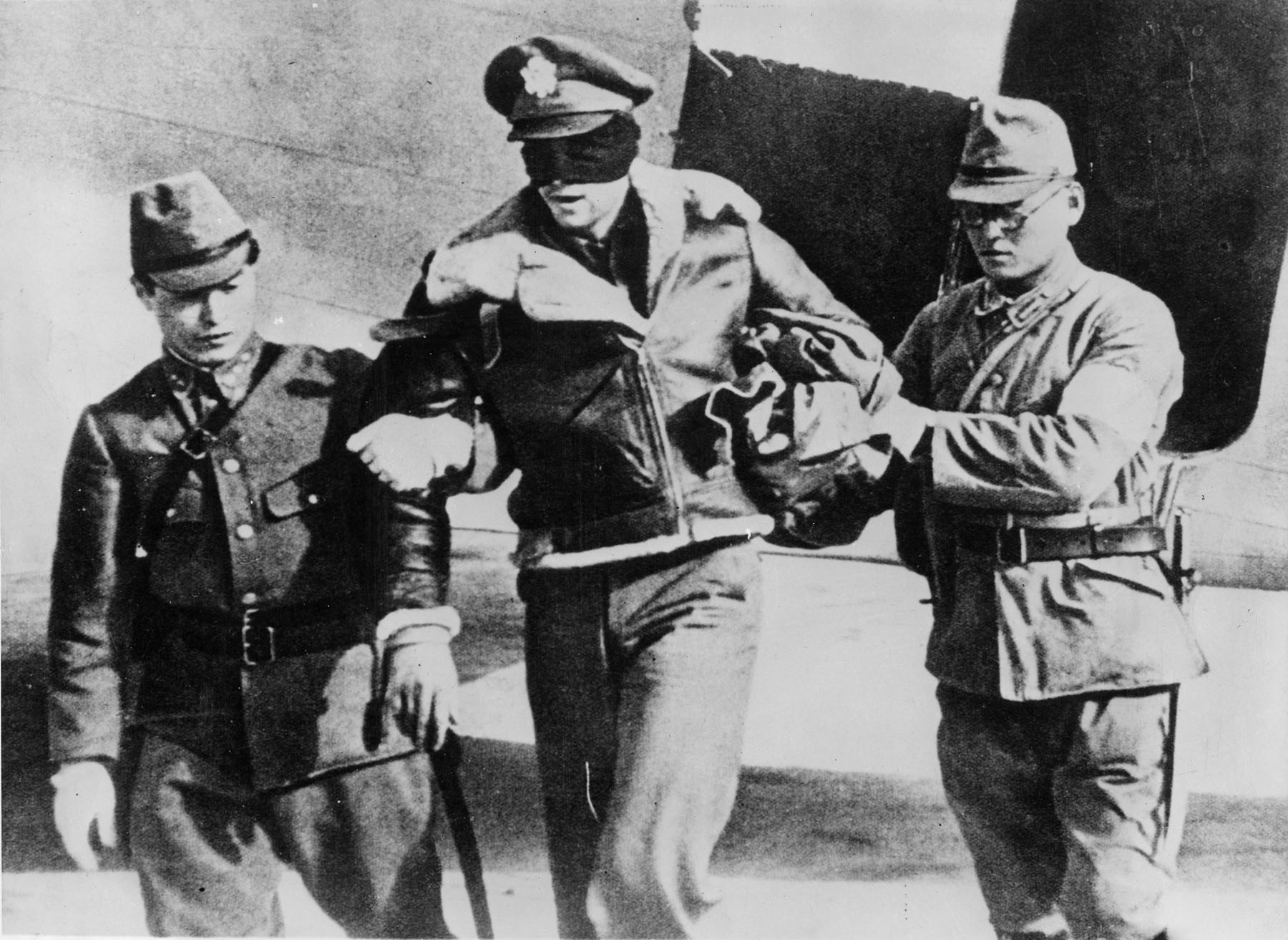
Jeden z letců Doolittlova náletu zajatý Japonci v roce 1942

Mnoho spojeneckých letců zajatých Japonci na pevnině nebo na moři byly popraveno v souladu s oficiální japonskou politikou. Během bitvy o Midway v červnu 1942 byli tři sestřelení američtí letci, kteří přistáli na moři, spatřeni a zajati japonskými válečnými loděmi. Po krátkých výsleších byli dva letci, příslušníci průzkumné perutě VS-6 z letadlové lodě Enterprise, pilot poručík Frank Woodrow O'Flaherty a radista-střelec letecký mechanik 1. třídy Bruno Peter Gaido spoutáni, přivázáni k pětigalonovým sudům na petrolej naplněných vodou a zaživa hozeni přes palubu do hlubin oceánu z torpédoborce Makigumo; Třetí letec, příslušník torpédové perutě VT-3 z letadlové lodě Yorktown, pilot poručík Wesley Frank Osmus když viděl že ho čeká stejný osud, začal se bránit a držel se zábradlí, v ten moment Japonci vzali požární sekeru a jednou ranou do hlavy ho zabili a jeho tělo hodili přes palubu z torpédoborce Araši.
13. srpna 1942 Japonsko schválilo zákon o nepřátelských letcích, který stanovil, že spojenečtí piloti, kteří bombardovali nevojenské cíle v Pacifiku, byli japonskými silami na souši nebo na moři zajati, se stali předmětem soudu a trestu i přes absenci jakéhokoli mezinárodního práva, které obsahuje ustanovení týkající se letectva. Tato legislativa byla přijata v reakci na Doolittlův nálet, ke kterému došlo dne 18. dubna 1942, kdy americké letouny B-25 pod velením podplukovníka Jamese Doolittla bombardovaly Tokio a další japonská města. Podle Haagské úmluvy z roku 1907 (jediná úmluva, kterou Japonsko ratifikovalo, pokud jde o zacházení s válečnými zajatci) se s případným vojenským personálem zajatým na zemi nebo na moři nepřátelskou stranou má zacházet jako s válečným zajatcem a nikoli být prostě potrestán jako nezákonný bojovník. Osm zajatých letců z Doolitlova náletu po přistání v Číně (nevěděl o existenci japonského zákona o letcích) byli prvními spojeneckými piloty předvedenými před zinscenovaný soudní proces v Šanghaji v rámci zákona a obviněni z údajného (ale neprokázaného) bombardování japonských civilistů během Doolittlova náletu. Osmi letcům byla zakázána jakákoliv obrana a i přes nedostatek legitimních důkazů byli shledáni vinnými z účasti v leteckých vojenských operacích proti Japonsku. Pěti letcům byl trest zmírněn na doživotí; ostatní tři byli převezeni na hřbitov mimo Šanghaj, kde byli 14. října 1942 popraveni zastřelením.
Zákon o nepřátelských letcích měl za následek úmrtí stovek spojeneckých letců během války v Tichomoří. Odhaduje se, že 132 spojeneckých letců sestřelených během bombardování Japonska v letech 1944–1945 bylo po krátkých vykonstruovaných procesech nebo polních soudech popraveno. Japonský císařský vojenský personál záměrně zabil 33 amerických letců ve Fukuoce, včetně patnácti, které sťali, krátce poté co japonská vláda uveřejnila záměr 15. srpna 1945 kapitulovat. Davy civilistů stačily také zabít několik spojeneckých letců, než dorazila japonská armáda a letce vzala do vazby. Dalších 94 letců zemřelo z jiných příčin v japonských vazbách, včetně 52 těch, kteří byli zabiti když záměrně opustili vězení během bombardování Tokia 24–25. května 1945.

### Kanibalismus
Mnoho písemných zpráv a svědeckých výpovědí shromážděných australskou sekcí válečných zločinů Tokijského tribunálu a vyšetřovaných zástupcem Williamem Webbem (budoucím vrchním soudcem) ukazuje, že se Japonci v mnoha částech Asie a Tichomoří dopouštěli na spojeneckých válečných zajatcích kanibalismu. V mnoha případech to bylo podníceno stále rostoucími spojeneckými útoky na japonské zásobovací linky a úmrtími či onemocněními japonského personálu v důsledku hladu. Podle historika Jukiho Tanaki: „Byl kanibalismus často systematická činnost prováděná celými skupinami a pod vedením důstojníků“. Takto často docházelo k vraždám za účelem zajištění těl. Například indický zajatec havildar Čangdi Ram, dosvědčil, že: „[12. listopadu 1944] příslušník Kempeitai sťal [spojeneckého] pilota. Viděl jsem to zpoza stromu a sledoval, že někteří Japonci odřezávají maso z jeho paží, nohou, boků, hýždí a odnášejí do svých ubikací...krájeli je na malé kousky a smažili“.
V některých případech bylo maso řezáno z živých lidí: jiný indický válečný zajatec Lance Naik Hatam Ali (později občan Pákistánu) svědčil v Nové Guineji a uvedl:
| „ | Japonci začali vybírat vězně a každý den byl jeden z vězňů zabit a vojáky sněden. Osobně jsem to viděl a na tomto místě bylo asi 100 vězňů Japonci snědeno. Zbytek z nás byl převezen na jiné místo 50 mil [80 km] dál, kde 10 vězňů zemřelo na nemoci. Zde Japonci opět začali s výběrem vězňů k snědku. Vybraní vězni odešli do chýše, kde jim bylo maso řezáno z těl zatímco byli naživu a poté byli hozeni do příkopu, kde později zemřeli." | “ |

Asi nejvyšší důstojník usvědčený z kanibalismu byl generálporučík Jošio Tačibana (立 花 芳 夫, Tačibana Jošio), který byl s dalšími 11 Japonci v srpnu 1946 souzen v souvislosti s popravami letců US Navy a kanibalismu provedeného na minimálně jednom z nich v srpnu 1944 za Ogasawarského incidentu na Boninských ostrovech. Letci byli na Tačibanův rozkaz sťati. Vzhledem k tomu, že vojenské a mezinárodní právo konkrétně kanibalismus neřeší, byli souzeni za vraždu a „bránění důstojnému pohřbu“. Tačibana byl odsouzen k smrti a oběšen.

### Nucené práce

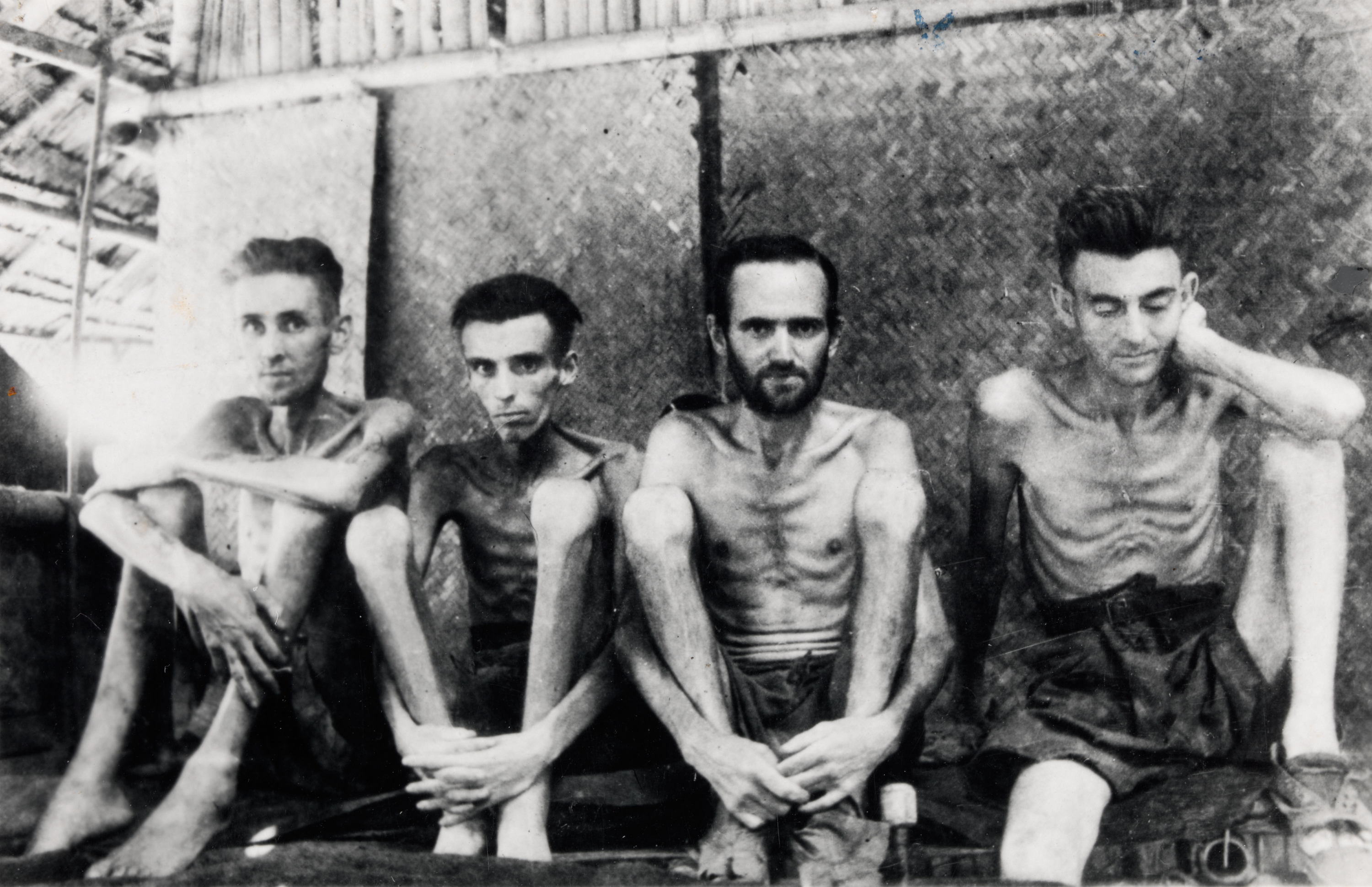
Australští a nizozemští zajatci v Tarsau v Thajsku, 1943

Japonská armáda používala asijské civilisty a válečné zajatce k nuceným pracím, které způsobily mnoho úmrtí. Podle společné studie historiků včetně Žifena Ju, Mitsujošiho Himety, Toru Kuboa a Marka Peattie bylo více než 10 milionů čínských civilistů mobilizováno v rámci východoasijské sféry vzájemné prosperity (resp. východoasijského rozvojového výboru – Kóain) k nuceným pracím. Více než 100 000 civilistů a zajatců zemřelo při stavbě barmsko-thajské železnice.
Knihovna Kongresu odhaduje, že japonská armáda na ostrově Jáva násilně k pracím donutila čtyři až deset milionů lidí („manuálních pracovníků“, japonsky: romuša).Asi 270 000 z těchto dělníků z Jávy bylo zasláno do jiných Japonci držených oblastí v jihovýchodní Asii, ale jen 52 000 se jich na Jávu vrátilo, což činí úmrtnost osmdesát procent.
Podle historika Akiry Fudžiwary císař Hirohito osobně schválil rozhodnutí k odstranění omezení mezinárodního práva (Haagské úmluvy) o zacházení s čínskými válečnými zajatci ve směrnici ze dne 5. srpna 1937. Toto oznámení rovněž štábním důstojníkům doporučuje, aby přestali používat termín „váleční zajatci“. Ženevské úmluvy osvobozují válečné zajatce od hodnosti četaře a výš od manuální práce a stanovují, že vězňům vykonávající práci by měly být poskytnuty příděly navíc a další nezbytnosti. Japonsko v té době nebylo signatářem Ženevských úmluv o válečných zajatců z roku 1929 a japonské síly konvenci beztak nesledovaly, ačkoli měly ratifikovanou Ženevskou úmluvu o nemocných a raněných z roku 1929.

### Utěšitelky

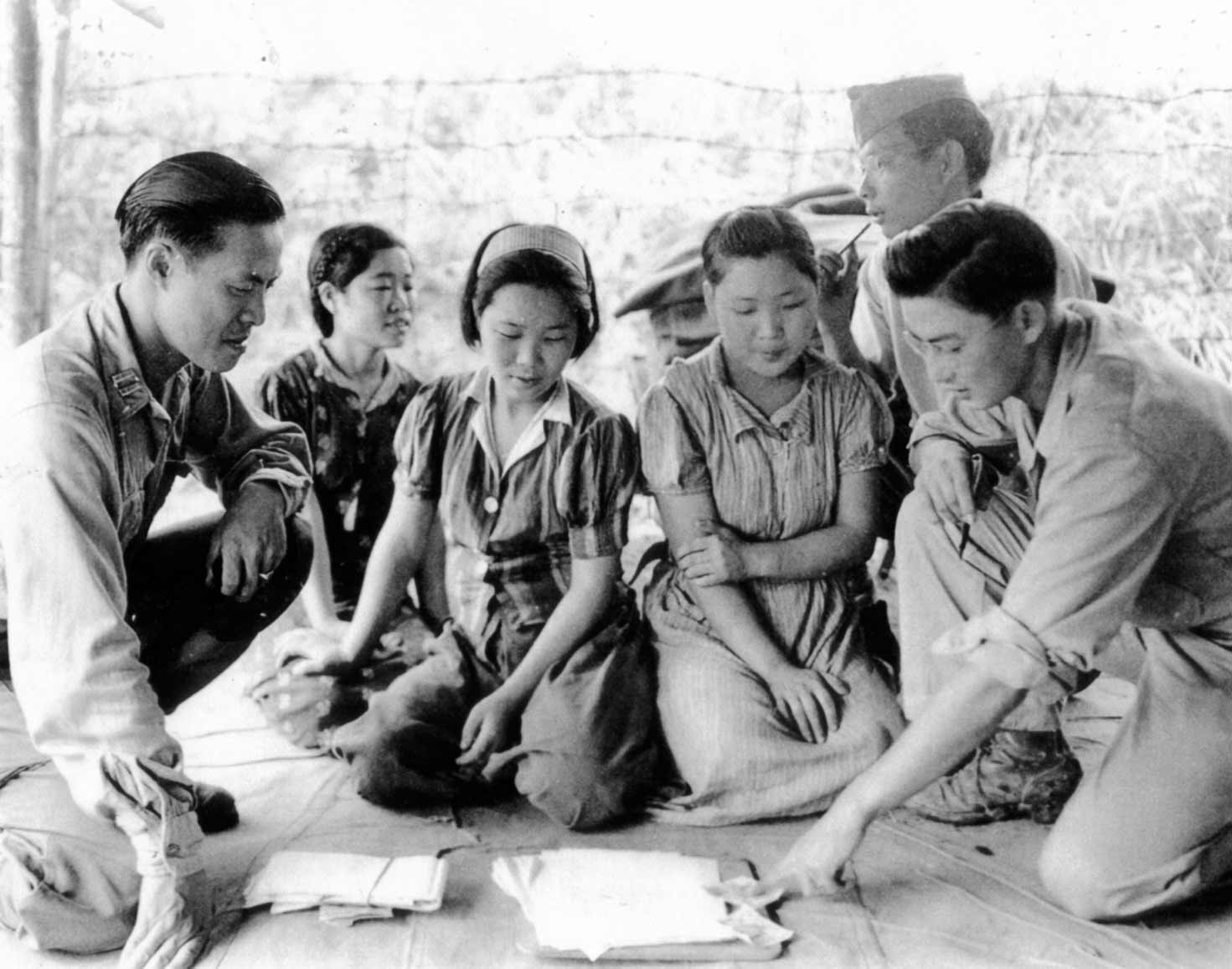
Korejské utěšitelky vyslýchané vojáky armády Spojených států po obléhání Myitkyina, 14. srpna 1944

Termín „utěšitelky“ (japonsky 慰安婦 –ianfu, korejsky 위안부 – comfort women, korejsky 위안부 – üanbu, doslova „ženy pro útěchu, utěšitelky“) je eufemismus pro ženy v japonských armádních bordelech na okupovaných územích, které byly často přijaty podvodem nebo uneseny a nuceny k sexuálnímu otroctví.
V roce 1992 historik Jošiaki Jošimi zveřejnil materiál založený na jeho bádání v archivech v japonském národním institutu pro vojenská studia. Jošimi tvrdí, že existuje přímá souvislost mezi císařskými institucemi, jako byla Kóain (východoasijský rozvojový výbor) a „komfortními stanicemi“. Když byly Jošimovy nálezy 12. ledna 1993 zveřejněny v japonských sdělovacích prostředcích, způsobily rozruch a přinutily vládu, zastupovanou generálním sekretářem Kato Koičim, uznat některé skutečnosti ve stejný den. Dne 17. ledna předseda vlády Kiiči Mijazawa předložil formální omluvu za utrpení obětí během cesty po Jižní Koreji. Dne 6. července a 4. srpna vydala japonská vláda dvě prohlášení, kterými uznala, že „Komfortní stanice byly provozovány v reakci na žádost tehdejší armády“, „Japonská armáda se přímo nebo nepřímo podílela na zřizování a řízení komfortních stanic a přesunů žen“ a že ženy byly „v mnoha případech přijímány proti jejich vlastní vůli skrze přemlouvání a donucování“.
Dne 1. března 2007 byl podnícen spor, kdy se japonský premiér Šinzó Abe zmínil o návrhu, že americká Sněmovna reprezentantů vyzývá japonskou vládu, aby se „omluvila a potvrdila“ za roli japonské císařské armády ve válečném sexuální otroctví. Abe popřel, že by se toto vztahovalo na „komfortní stanice“. „Neexistuje žádný důkaz, který dokazuje donucování, nic to nepodporuje.“ Abeho připomínky v zámoří vyvolaly negativní reakce. Například úvodník New York Times 6. března oznámil:
| „ | Nešlo o komerční bordely. Síly, ať už přímo nebo nepřímo, bylo k přijímání těchto žen využíváno. To, co se zde dělo bylo soustavné znásilňování, ne prostituce. Zapojení japonské armády je popsáno ve vlastních vojenských vládních záznamech. Vyšší tokijský funkcionář se v roce 1993 více či méně za tyto hrozné zločiny omluvil...včera zdráhavě uznal kvazi omluvu z roku 1993, ale pouze jako součást preventivního prohlášení, že by jeho vláda hovory odmítla a americký kongres teď projednává oficiální omluvu. Amerika není jedinou zemí, která má zájem na tom, aby Japonsko opožděně přijalo plnou odpovědnost. Korea, Čína a Filipíny jsou také z let japonského mlžení rozzuřeny. | “ |

Ve stejný den veterán Jasudži Kaneko listu The Washington Post potvrdil, že ženy, „trpěly, ale nezáleželo nám na tom, zda ženy žily nebo zemřely. Byli jsme císařovi vojáci. Ať už ve vojenských bordelech nebo ve vesnicích jsme bez zdráhání znásilňovali.“
Dne 17. dubna 2007 oznámil Jošimi a další historik Hirofumi Hajaši objev z archivů Tokijského tribunálu, tedy sedm oficiálních dokumentů, které naznačují, že císařské vojenské síly jako Tokeitai  (námořní tajná policie) přímo nutily ženy k práci ve frontových bordelech v Číně, Indočíně a Indonésii. Tyto dokumenty byly původně zveřejněny u soudu pro válečné zločince. V jednom z nich je citace jistého poručíka, který se přiznal k organizaci nevěstince, který sám používal. Další zdroj odkazuje na členy Tokeitai, kteří zatýkali ženy na ulici, které pak pod nátlakem prošly lékařskou prohlídkou a byly umístěny do bordelu.
Dne 12. května 2007 oznámil novinář Taičiró Kadžimura objev 30 nizozemských vládních dokumentů předložených u Tokijského tribunálu jako důkaz nucené prostituce během incidentu v roce 1944 v Magelangu.
V jiných případech některé oběti z Východního Timoru vypověděly, že pokud nebyly dost staré na to, aby byly schopné menstruovat, byly japonskými vojáky přinuceny a opakovaně znásilněny.
Nizozemsko-indonéská „utěšitelka“, Jan Ruff-O'Herne (později občanka Austrálie), dala americkému výboru důkaz, když prohlásila, že japonská vláda nedokázala převzít odpovědnost za své zločiny, nechtěla zaplatit obětem kompenzace, a že chce přepsat historii. Ruff-O'Herne řekla, že byla v 19 letech znásilňována japonskými vojáky „dnem i nocí“ po dobu tří měsíců.
Pouze jedna Japonka vydala svědectví. V roce 1971 bývalá „utěšitelka“ byla nucena k práci pro japonské vojáky na Tchaj-wanu a své vzpomínky publikovala pod pseudonymem Suzuko Širota.
Existují různé teorie o místu původu těchto žen. Zatímco některé japonské zdroje tvrdí, že většina žen byla z Japonska, jiné, včetně Jošimi, argumentují že do těchto aktivit bylo donuceno asi 200 000 žen, většinou z Koreje a dalších zemích jako je Čína, Filipíny, Barma, Nizozemská východní Indie, Nizozemsko a Austrálie. V červnu 2014 byly zveřejněny další oficiální dokumenty z archivů japonské vlády, které dokumentují sexuální násilí páchaná japonskými císařskými vojáky ve francouzské Indočíně a Indonésii.
Dne 26. června 2007 americký výbor pro zahraniční věci sněmovny reprezentantů předložila rezoluci požadující, že Japonsko „by mělo uznat, omluvit se a přijmout historickou odpovědnost jasně a jednoznačně za své vojenské nátlaky na žen do sexuálního otroctví během války“. Dne 30. července 2007 rezoluce sněmovnou reprezentantů prošla, zatímco Šinzó Abe prohlásil, že toto rozhodnutí bylo „politováníhodné“.

### Rabování
Mnoho historiků uvádí, že japonská vláda a jednotlivý vojenský personál byl v období 1895 až 1945 zapojen do rozsáhlého rabování. Ukradený majetek zahrnoval soukromé pozemky, mnoho různých druhů cenných věcí uloupených z bank, trezorů, chrámů, kostelů, mešit, muzeí, jiných podnikatelských prostor i soukromých domů.

## Soudy za válečné zločiny
Po vzoru Norimberského procesu s válečnými zločiny Třetí říše, především zvěrstva SS na dobytém území Sovětského svazu, byl 19. ledna 1946 v Tokiu zahájen soudní proces. Před porotou stanulo 28 předních vojenských a politických vůdců. K trestu smrti bylo odsouzeno 25 z nich. Mezi odsouzenými byl i generál Hideki Tódžó, přezdívaný „Břitva“, který v době války zastával funkci ministra války a premiéra.
Císařská rodina, jejíž někteří členové, především princové[kdo?], se prokazatelně na páchání genocidy podíleli, se potrestání vyhnula. Stalo se tak kvůli tlaku Spojených států, zejména gen. MacArthura, který to odůvodňoval snahou co nejdříve stabilizovat a demokratizovat zemi, demoralizovanou po válečné prohře. Císař Hirohito pak zůstal ve funkci, byť spíše symbolické, až do své smrti v roce 1989.